# 安利競技館

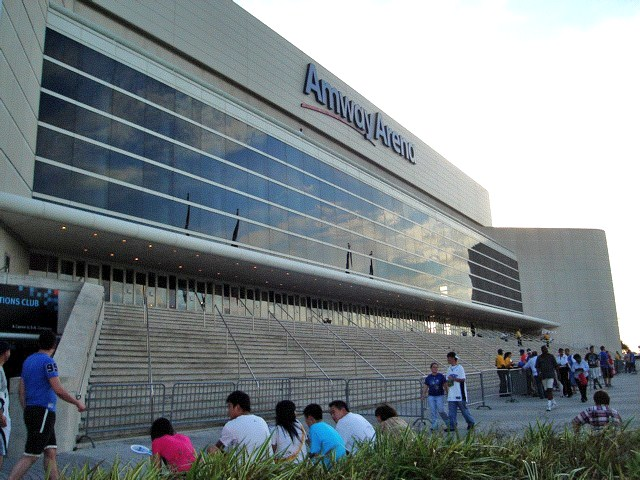
安利競技館

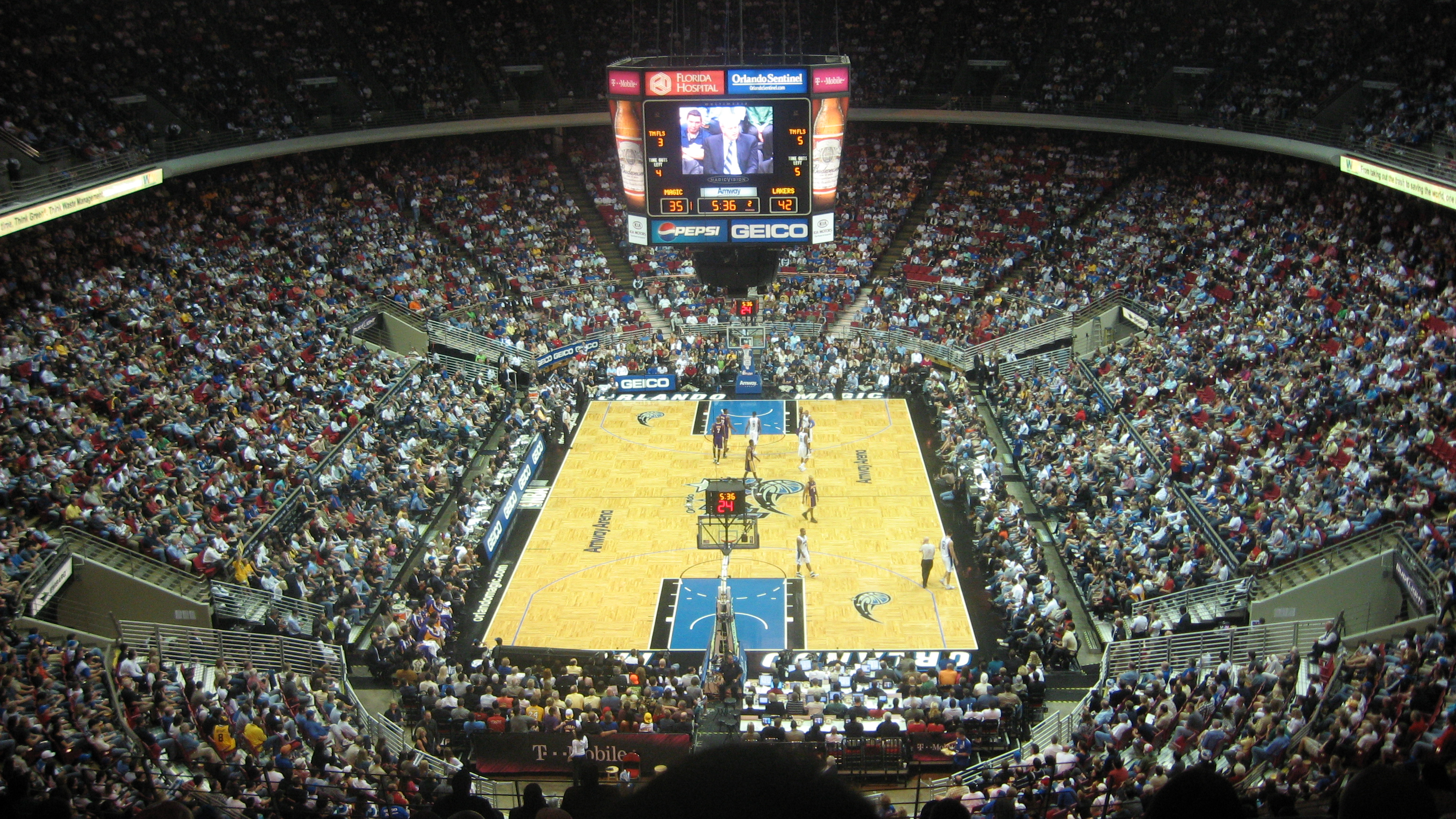
安利競技館內部，主場球隊奧蘭多魔術與洛杉磯湖人對決

安利競技館（Amway Arena），是曾存在於美國佛羅里達州奧蘭多的一座體育館，为 Orlando Centroplex 的一部分，位于奥兰多闹市区。该场馆曾是美國國家籃球協會（NBA）奧蘭多魔術的主場館，目前为 Orlando Solar Bears 和 Orlando Predators 的主场馆。